# Pseudozius inornatus
Pseudozius inornatus is een krabbensoort uit de familie van de Pseudoziidae. De wetenschappelijke naam van de soort is voor het eerst geldig gepubliceerd in 1852 door Dana.